# Dorfkirche Marquardt

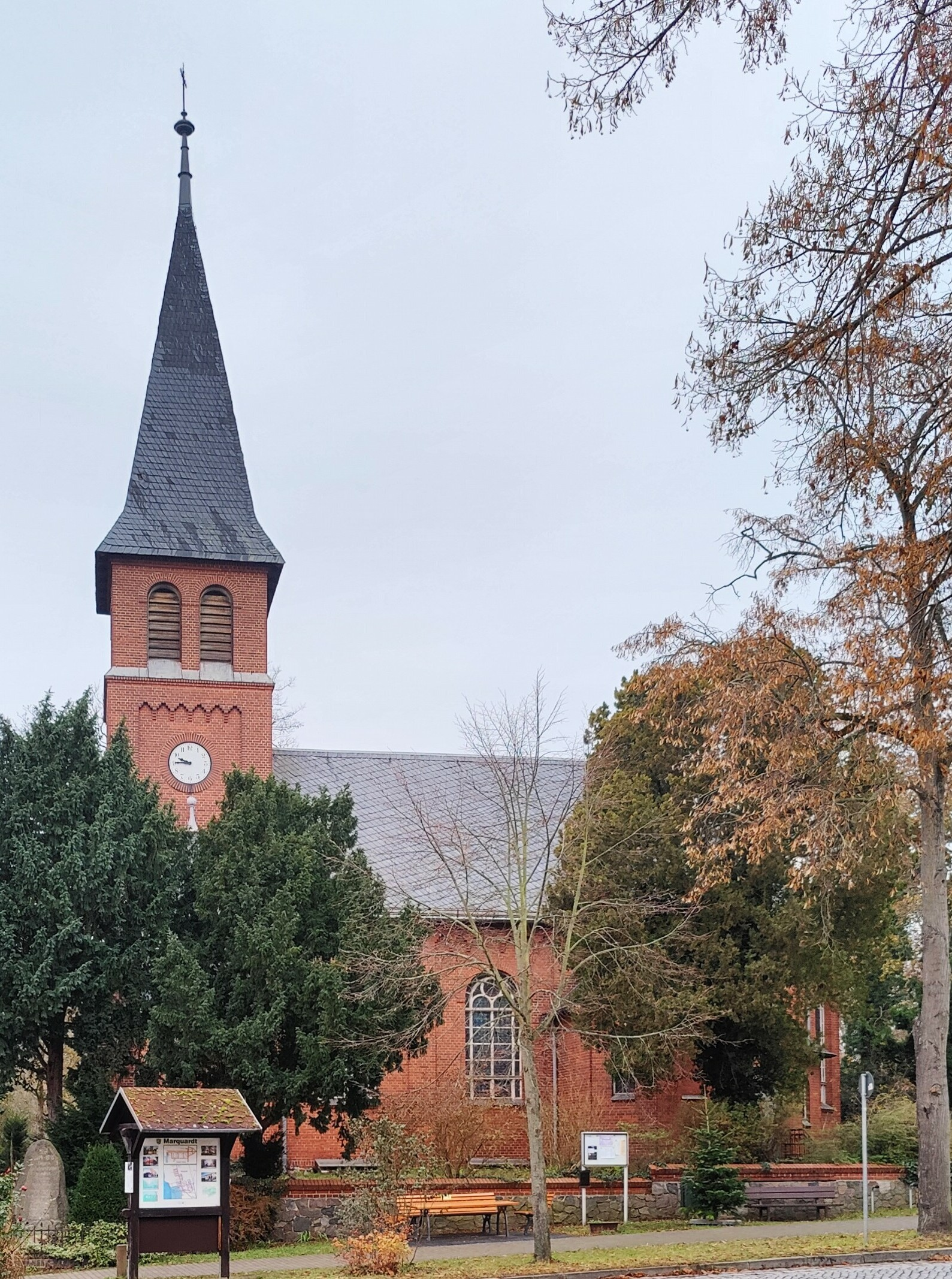
Dorfkirche Marquardt

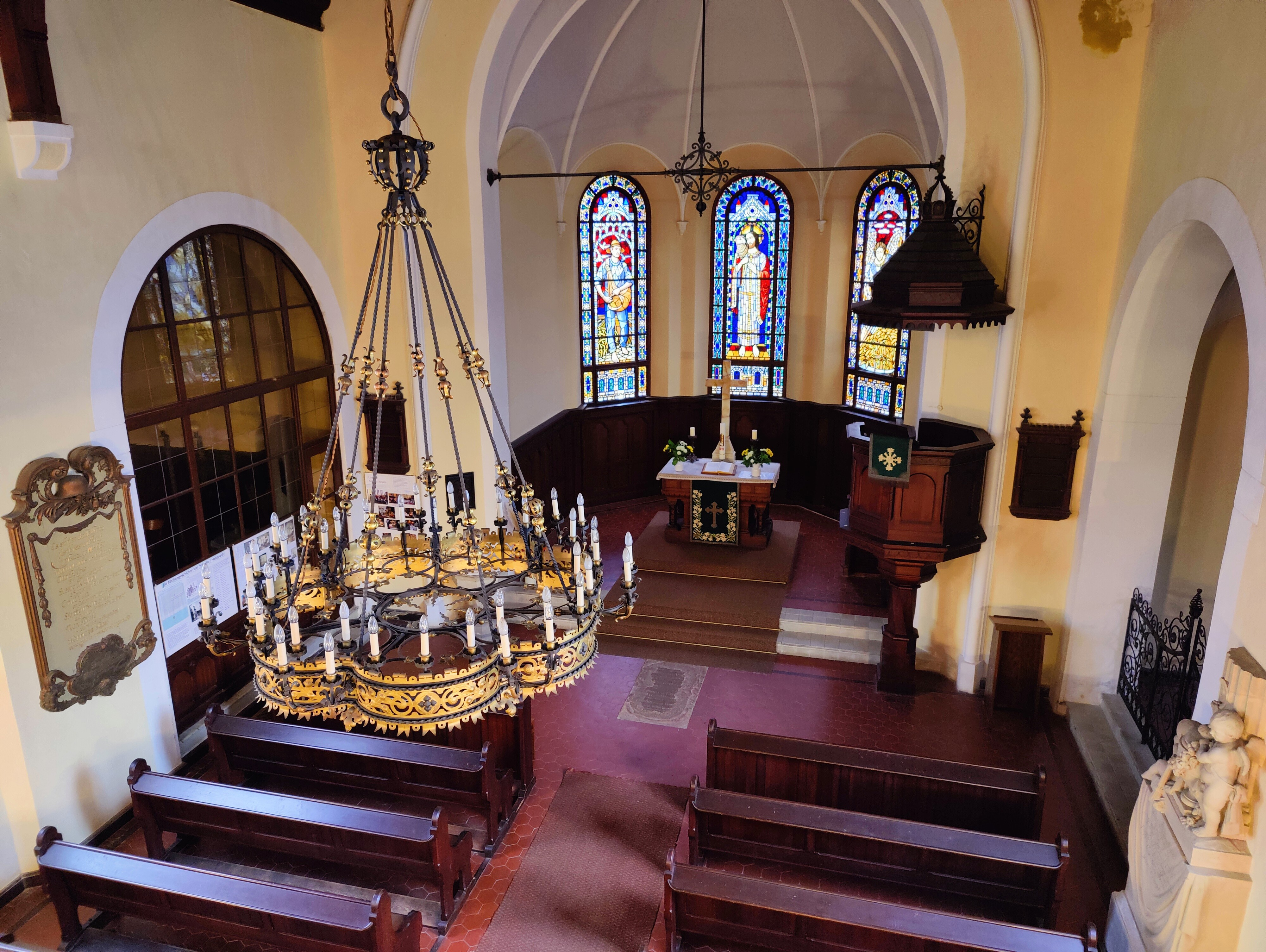
Innenraum (2022)

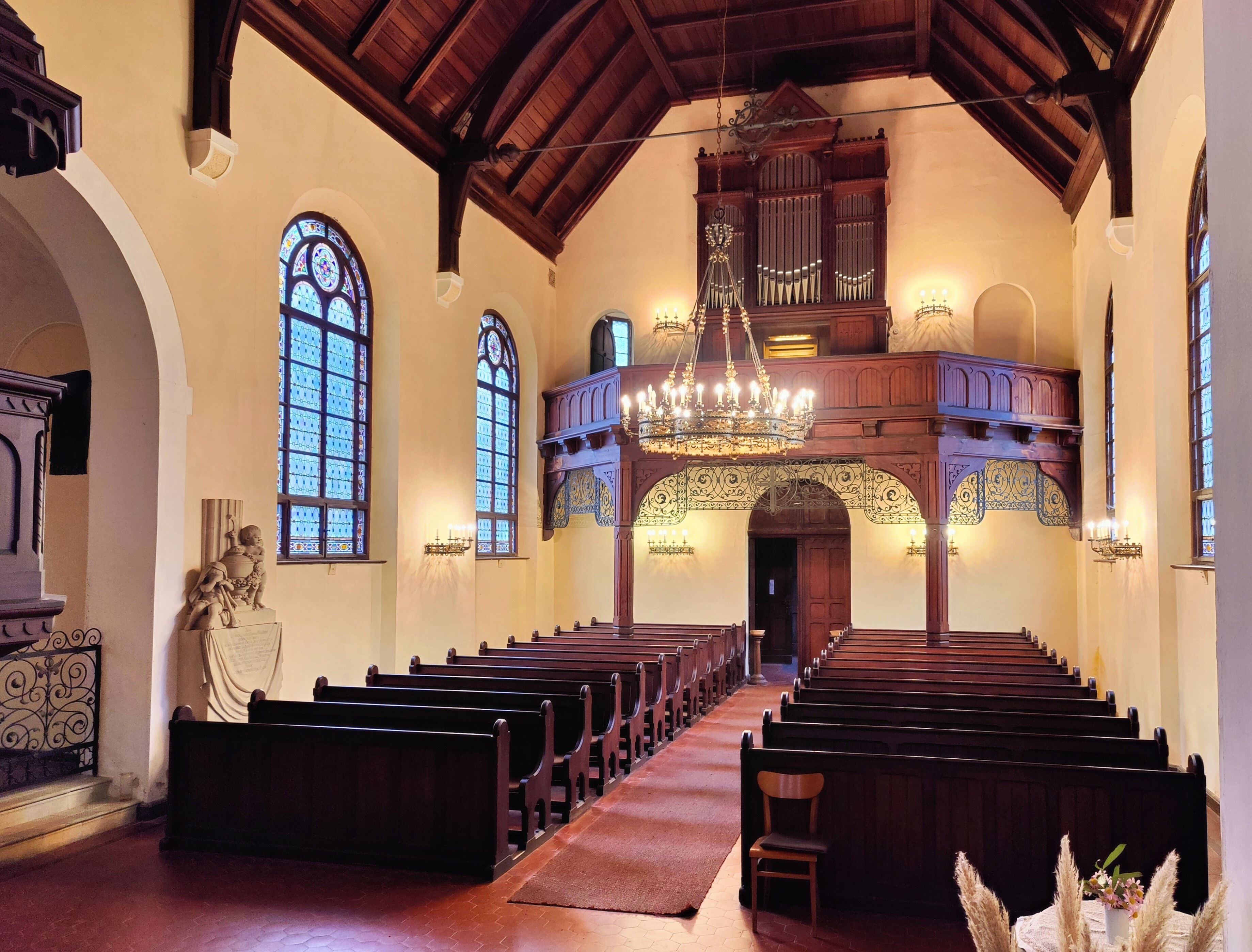
Innenraum, Blick zur Orgel

Die Dorfkirche Marquardt ist eine denkmalgeschützte evangelische Kirche im Gemeindeteil Marquardt der brandenburgischen Landeshauptstadt Potsdam. Die Kirche, die zum Pfarrbereich Töplitz im Kirchenkreis Mittelmark-Brandenburg der Evangelischen Kirche Berlin-Brandenburg-schlesische Oberlausitz gehört, ist in der Denkmalliste des Landes Brandenburg unter der ID-Nr. 09156742 eingetragen.

## Beschreibung
Die Dorfkirche wurde anstelle eines abgerissenen Vorgängerbaus 1900/1901 nach Plänen des Berliner Architekten Adolf Stegmüller aus unverputzten Backsteinen auf kreuzförmigem Grundriss am Rande des Schlossparks von Schloss Marquardt im neuromanischen Baustil errichtet. Sie besteht aus einem Langhaus mit einem Querschiff vor dem eingezogenen, dreiseitig geschlossenen Chor im Norden und einem Kirchturm im Süden. 
Die Kirchenausstattung stammt aus der Bauzeit. Die Orgel auf der Empore über dem Eingang hat zehn Register auf zwei Manualen und Pedal und wurde 1901 von den Gebrüdern Dinse gebaut.

## Gruft

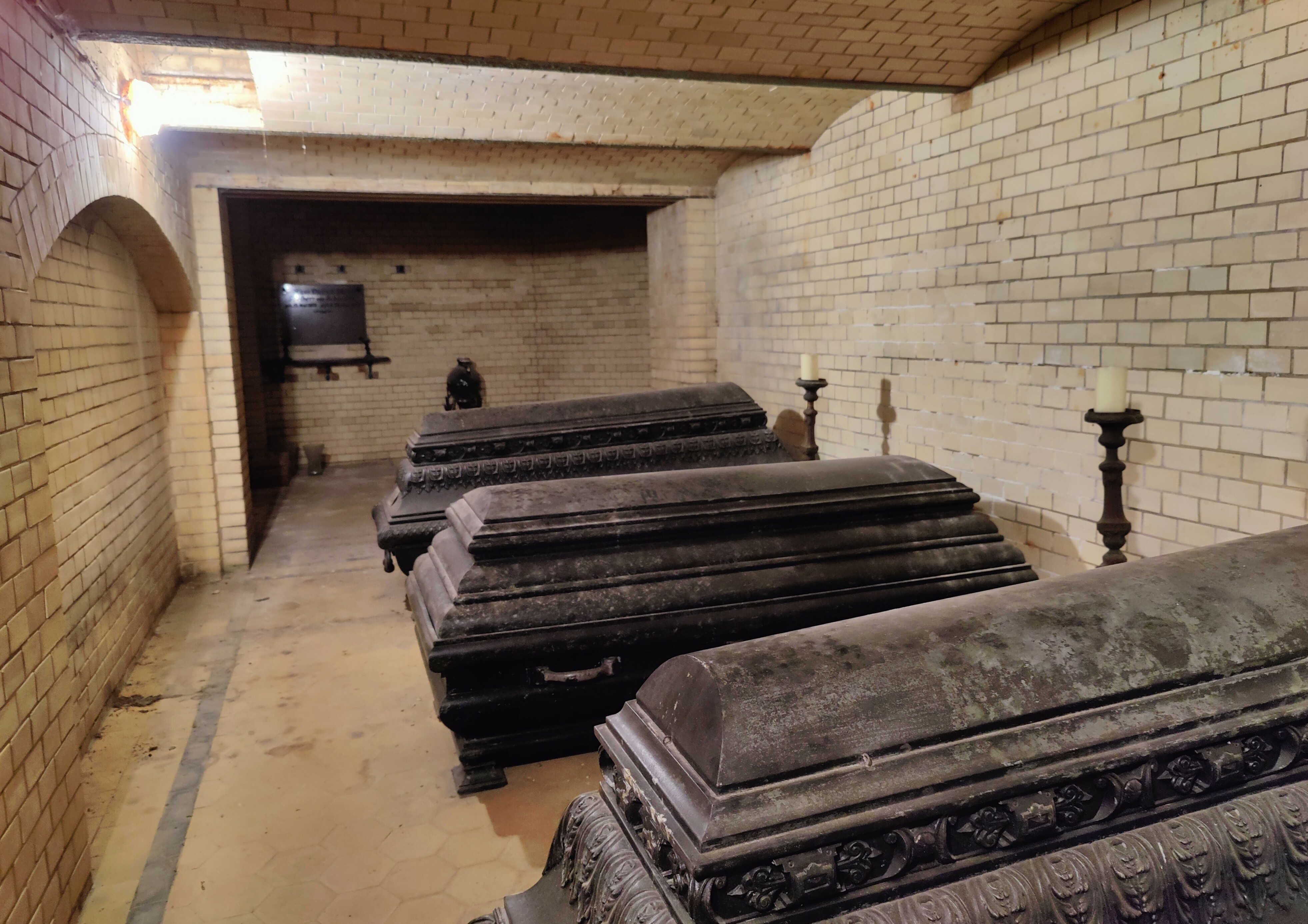
Gruft

Unterhalb der Kirche befindet sich die Familiengruft der Industriellenfamilie Ravené. Hier stehen vier Zinksarkophage mit den Särgen von Louis Auguste Ravené,  Besitzer des Schlosses Marquardt und Kirchenpatron, seiner Gemahlin Martha, seines Sohnes Enno und seines Schwiegersohnes Heinz von Bardeleben. Auf zwei Gedenktafeln werden weitere Familienangehörige geehrt. Eine Restaurierung der Särge erfolgte 2005.